# Běh na lyžích na Zimních olympijských hrách 1972
Běh na lyžích na Zimních olympijských hrách 1972 v Sapporu.

## Medailové pořadí zemí
| Pořadí | Země                 | Zlato | Stříbro | Bronz | Celkově |
| ------ | -------------------- | ----- | ------- | ----- | ------- |
| 1.     | Sovětský svaz (URS)  | 5     | 2       | 1     | 8       |
| 2.     | Norsko (NOR)         | 1     | 3       | 3     | 7       |
| 3.     | Švédsko (SWE)        | 1     | 0       | 0     | 1       |
| 4.     | Finsko (FIN)         | 0     | 2       | 1     | 3       |
| 5.     | Československo (TCH) | 0     | 0       | 1     | 1       |
| 5.     | Švýcarsko (SUI)      | 0     | 0       | 1     | 1       |
|        | Celkem               | 7     | 7       | 7     | 21      |

## Medailisté

### Muži
| Disciplína        | Zlato                                                                                       | Výkon      | Stříbro                                                                   | Výkon      | Bronz                                                                       | Výkon      |
| ----------------- | ------------------------------------------------------------------------------------------- | ---------- | ------------------------------------------------------------------------- | ---------- | --------------------------------------------------------------------------- | ---------- |
| 15 km             | Sven-Åke Lundbäck · Švédsko (SWE)                                                           | 45:28,24   | Fjodor Simašev · Sovětský svaz (URS)                                      | 46:00,84   | Ivar Formo · Norsko (NOR)                                                   | 46:02,68   |
| 30 km             | Vjačeslav Vedenin · Sovětský svaz (URS)                                                     | 1:36:31,15 | Pål Tyldum · Norsko (NOR)                                                 | 1:37:25,30 | Johannes Harviken · Norsko (NOR)                                            | 1:37:32,44 |
| 50 km             | Pål Tyldum · Norsko (NOR)                                                                   | 2:43:14,75 | Magne Myrmo · Norsko (NOR)                                                | 2:43:29,45 | Vjačeslav Vedenin · Sovětský svaz (URS)                                     | 2:44:00,19 |
| štafeta 4 × 10 km | Sovětský svaz (URS) · Vladimír Voronkov · Jurij Skobov · Fjodor Simašev · Vjačeslav Vedenin | 2:04:47,94 | Norsko (NOR) · Oddvar Braa · Paal Tyldum · Ivar Formo · Johannes Harviken | 2:04:57,06 | Švýcarsko (SUI) · Alfred Kälin · Albert Giger · Alois Kälin · Eduard Hauser | 2:07:00,06 |

### Ženy
| Disciplína       | Zlato                                                                              | Výkon    | Stříbro                                                                  | Výkon    | Bronz                                                                          | Výkon    |
| ---------------- | ---------------------------------------------------------------------------------- | -------- | ------------------------------------------------------------------------ | -------- | ------------------------------------------------------------------------------ | -------- |
| 5 km             | Galina Kulakovová · Sovětský svaz (URS)                                            | 17:00,50 | Marjatta Kajosmaaová · Finsko (FIN)                                      | 17:05,50 | Helena Šikolová · Československo (TCH)                                         | 17:07,32 |
| 10 km            | Galina Kulakovová · Sovětský svaz (URS)                                            | 34:17,82 | Alevtina Oljuninová · Sovětský svaz (URS)                                | 34:54,11 | Marjatta Kajosmaaová · Finsko (FIN)                                            | 34:56,45 |
| štafeta 3 × 5 km | Sovětský svaz (URS) · Ljubov Muchačevová · Alevtina Oljuninová · Galina Kulakovová | 48:46,15 | Finsko (FIN) · Helena Takalová · Hilkka Kuntolová · Marjatta Kajosmaaová | 49:19,37 | Norsko (NOR) · Inger Auflesová · Aslaug Dahlová · Beritt Mördreová-Lammedalová | 49:51,49 |